# Sanfrecce Hiroshima
 (octobre 2012).
Si vous disposez d'ouvrages ou d'articles de référence ou si vous connaissez des sites web de qualité traitant du thème abordé ici, merci de compléter l'article en donnant les références utiles à sa vérifiabilité et en les liant à la section « Notes et références ».
Maillots
Actualités
Le Sanfrecce Hiroshima (サンフレッチェ広島) est un club japonais de football basé à Hiroshima, dans la Préfecture du même nom. Le club évolue en J.League 1 pour la saison 2022.
Sanfrecce rassemble les termes San (signifiant "trois" en japonais) et frecce (un mot italien se traduisant par "flèche"). Trois flèches qui se croisent apparaissent justement sur le blason du club. Ce nom fait référence à une légende du XVIe siècle liée au seigneur et chef de clan de la région, Mōri Motonari.
Le club joue depuis la saison 2024 au Edion Peace Wing Hiroshima.

## Historique
Le club est fondé en 1938 sous le nom de  Toyo Kogyo Soccer Club  (東洋工業サッカー部) du nom de la principale entreprise de la ville d'Hiroshima, la Toyo Kogyo Co.,Ltd (qui deviendra officiellement Mazda en 1981).
Une vingtaine d'années plus tard, en 1965, l'équipe d'Hiroshima participe au premier championnat japonais du pays, alors semi-professionnel, la Japan Soccer League (JSL). Il remporte justement la première édition de cette compétition où participent huit clubs sponsorisés par les principales entreprises du Japon. Cette année-là, le Toyo Kogyo SC devance de deux points l'équipe de Yawata Steel, terminant invaincu en fin d'exercice (12 victoires et 2 défaites) et remportant également la Coupe de l'Empereur, la Coupe nationale. Rester invaincu est une performance qui ne fut réalisée dans l'Histoire du football japonais que par Mitsubishi Motors de 1969 et par Yamaha Motors (en 1987-88). Mené par l'entraineur Yukio Shimomura, il conserve leur titre lors des trois saisons suivantes en 1966, 1967 et 1968. Le club cède donc son trône en 1969 au Mitsubishi Motors (futur Urawa Red Diamonds) mais retrouve sa couronne lors de l'édition suivante en 1970. En 1969, les champions du Japon participe à la Coupe d'Asie des clubs champions 1969 en Thaïlande qu'il termine à la troisième place derrière le Maccabi Tel-Aviv et les Coréens du Yangzee FC.
À noter également que trois joueurs du club contribuent à ramener une belle médaille de bronze avec l'équipe nationale aux Jeux olympiques de Mexico en 1968 : Ikuo Matsumoto, Aritatsu Ogi, et Yasuyuki Kuwahara.
Après une troisième place en championnat en 1972, c'est la fin de l'âge d'or pour le Toyo Kogyo SC qui attendra une vingtaine d'années pour remettre un peu le nez à la fenêtre (avec un titre de champion lors de l'ouverture du championnat en 1994)... Malgré une présence ininterrompue en première division de 1965 à 1983, le club d'Hiroshima devenu Mazda SC Toyo Kogyo SC en 1981, devient en effet un club anonyme du championnat. Il plonge même en deuxième division à l'issue de la saison 1983-84. La décennie 1980 est difficile pour le club qui fait plusieurs séquences d'ascenseurs entre la première et la deuxième division.
Quand la Japan Soccer League devient J. League, le Mazda SC adopte son nom actuel de Sanfrecce Hiroshima. Le club remporte sa première J. League en 2012 et conserve son titre en 2013. Seulement huitième en 2014, Hiroshima renoue avec le succès en remportant le championnat 2015. Ce titre permet au club de participer à la Coupe du monde des clubs. Il commence la compétition avec un succès en match de barrage, puis un autre en quart de finale contre le TP Mazembe sur le score de trois buts à zéro. En demi-finale le club affronte le club argentin de River Plate mais perd la rencontre un but à zéro. Le club dispute le match pour la troisième place contre le club chinois du Guangzhou Evergrande qu'il remporte sur le score de 2-1.
En 2022, le club participe au deux finales des coupes nationales, lors de la Finale de la Coupe du Japon il est défait par le club de J.League 2 le Ventforet Kōfu (1-1 5-4 au t.a.b) et la semaine suivante le club remporte sa première Coupe de la Ligue au détriment du Cerezo Osaka (victoire 2-1),.

## Palmarès et statistiques

### Palmarès
| Compétitions nationales | Compétitions internationales                             |
| - Championnat du Japon : (3) - Champion : 2012, 2013 et 2015 - Vice-champion : 1994, 2018 et 2024 - Coupe du Japon : (3) - Vainqueur : 1965, 1967 et 1969 - Finaliste : 1954, 1957, 1966, 1970, 1978, 1987, 1995, 1996, 1999, 2007, 2013 et 2022 - Coupe de la Ligue (1) - Vainqueur : 2022 - Finaliste : 2010 et 2014 - Supercoupe du Japon : (5) - Vainqueur : 2008, 2013, 2014, 2016 et 2025 - Championnat du Japon de deuxième division : (1) - Champion : 2008 - Vice Champion : 2003 | - Coupe du monde des clubs de la FIFA - Troisième : 2015 |

## Joueurs et personnalités du club

### Entraîneurs
Le tableau suivant présente la liste des entraîneurs du club depuis 1938.
| Rang | Nom                   | Période   |
| ---- | --------------------- | --------- |
| 1    | Yoshiki Yamazaki (ja) | 1938-1942 |
| 2    | Yoshiki Yamazaki (ja) | 1947-1950 |
| 3    | Minoru Obata (ja)     | 1951-1963 |
| 4    | Yukio Shimomura       | 1964-1971 |
| 5    | Kenzo Ohashi          | 1972-1975 |
| 6    | Ikuo Matsumoto        | 1976      |
| 7    | Aritatsu Ogi          | 1977-1980 |

| Rang | Nom            | Période   |
| ---- | -------------- | --------- |
| 8    | Teruo Nimura   | 1981-1983 |
| 9    | Kazuo Imanishi | 1984-1987 |
| 10   | Hans Ooft      | 1987-1988 |
| 11   | Kazuo Imanishi | 1988-1992 |
| 12   | Stuart Baxter  | 1992-1994 |
| 13   | Wim Jansen     | 1995-1996 |
| 14   | Eddie Thomson  | 1997-2000 |

| Rang | Nom                | Période   |
| ---- | ------------------ | --------- |
| 15   | Valeri Nepomniachi | 2001      |
| 16   | Gadji Gadjiev      | 2002      |
| 17   | Takahiro Kimura    | 2002      |
| 18   | Takeshi Ono        | 2002-2006 |
| 19   | Kazuyori Mochizuki | 2006      |
| 20   | Mihailo Petrović   | 2006-2011 |
| 21   | Hajime Moriyasu    | 2012-2017 |

| Rang | Nom            | Période       |
| ---- | -------------- | ------------- |
| 22   | Jan Jönsson    | 2017-2018     |
| 23   | Hiroshi Jofuku | 2018-oct.2021 |
| 24   | Kentarō Sawada | oct.2021-2022 |
| 25   | Michael Skibbe | 2022-         |

### Joueurs emblématiques
- Tatsuhiko Kubo
- Shigekazu Nakamura
- Takuya Takagi
- Marcus Túlio Tanaka
- Ken'ichi Uemura
- Noh Jung-Yoon
- Steve Corica
- Hayden Foxe
- Tony Popovic
- Aurelio Vidmar
- Ivan Hasek
- Tore Pedersen
- César Sampaio

## Bilan saison par saison
Ce tableau présente les résultats par saison du Sanfrecce Hiroshima dans les diverses compétitions nationales et internationales depuis la saison 1993.
| Saison | Championnat | Championnat | Championnat | Championnat | Championnat | Championnat | Championnat | Championnat | Championnat | Championnat | Coupe du Japon      | Coupe de la Ligue      | Supercoupe | Coupes d'Asie       | Coupes du monde |
| Saison | Division    | Pos         | Pts         | J           | V           | N           | D           | BP          | BC          | Diff.       | Coupe du Japon      | Coupe de la Ligue      | Supercoupe | Coupes d'Asie       | Coupes du monde |
| ------ | ----------- | ----------- | ----------- | ----------- | ----------- | ----------- | ----------- | ----------- | ----------- | ----------- | ------------------- | ---------------------- | ---------- | ------------------- | --------------- |
| 1993   | J1 League   | 5e          | 18          | 36          | 18          | -           | 18          | 54          | 49          | +5          | Demi-finales        | Phase de groupes       | -          | -                   | -               |
| 1994   | J1 League   | 2e          | 29          | 44          | 29          | -           | 15          | 71          | 57          | +14         | Quarts de finale    | 1er tour               | -          | -                   | -               |
| 1995   | J1 League   | 10e         | 69          | 52          | 22          | -           | 30          | 69          | 76          | -7          | Finaliste           | -                      | -          | -                   | -               |
| 1996   | J1 League   | 14e         | 30          | 30          | 10          | -           | 20          | 36          | 60          | -24         | Finaliste           | Phase de groupes       | -          | -                   | -               |
| 1997   | J1 League   | 12e         | 36          | 32          | 13          | -           | 19          | 43          | 50          | -7          | 4e tour             | Phase de groupes       | -          | -                   | -               |
| 1998   | J1 League   | 10e         | 43          | 34          | 16          | -           | 18          | 45          | 52          | -7          | Quarts de finale    | Phase de groupes       | -          | -                   | -               |
| 1999   | J1 League   | 7e          | 48          | 30          | 16          | 1           | 13          | 54          | 43          | +11         | Finaliste           | 2e tour                | -          | -                   | -               |
| 2000   | J1 League   | 11e         | 37          | 30          | 13          | 2           | 15          | 40          | 40          | 0           | 4e tour             | 2e tour                | -          | -                   | -               |
| 2001   | J1 League   | 9e          | 37          | 30          | 13          | 0           | 17          | 61          | 60          | +1          | 4e tour             | Quarts de finale       | -          | -                   | -               |
| 2002   | J1 League   | 15e         | 26          | 30          | 8           | 3           | 19          | 32          | 47          | -15         | Demi-finales        | Phase de groupes       | -          | -                   | -               |
| 2003   | J2 League   | 2e          | 86          | 44          | 25          | 11          | 8           | 65          | 35          | +30         | 4e tour             | -                      | -          | -                   | -               |
| 2004   | J1 League   | 12e         | 31          | 30          | 6           | 13          | 11          | 36          | 42          | -6          | 4e tour             | Phase de groupes       | -          | -                   | -               |
| 2005   | J1 League   | 7e          | 50          | 34          | 13          | 11          | 10          | 50          | 42          | +8          | 5e tour             | Phase de groupes       | -          | -                   | -               |
| 2006   | J1 League   | 10e         | 45          | 34          | 13          | 6           | 15          | 50          | 56          | -6          | 5e tour             | Phase de groupes       | -          | -                   | -               |
| 2007   | J1 League   | 16e         | 32          | 34          | 8           | 8           | 18          | 44          | 71          | -27         | Finaliste           | Quarts de finale       | -          | -                   | -               |
| 2008   | J2 League   | 1er         | 100         | 42          | 31          | 7           | 4           | 99          | 35          | +64         | Quarts de finale    | -                      | Vainqueur  | -                   | -               |
| 2009   | J1 League   | 4e          | 56          | 34          | 15          | 11          | 8           | 53          | 44          | +9          | 3e tour             | Phase de groupes       | -          | -                   | -               |
| 2010   | J1 League   | 7e          | 51          | 34          | 14          | 9           | 11          | 45          | 38          | +7          | 3e tour             | Finaliste              | -          | Phase de groupe     | -               |
| 2011   | J1 League   | 7e          | 50          | 34          | 14          | 8           | 12          | 52          | 49          | +3          | 3e tour             | 1er tour               | -          | -                   | -               |
| 2012   | J1 League   | 1er         | 64          | 34          | 19          | 7           | 8           | 63          | 34          | +29         | 2e tour             | Phase de groupes       | -          | -                   | 2e tour         |
| 2013   | J1 League   | 1er         | 63          | 34          | 19          | 6           | 9           | 51          | 29          | +22         | Finaliste           | Quarts de finale       | Vainqueur  | Phase de groupe     | -               |
| 2014   | J1 League   | 8e          | 50          | 34          | 13          | 11          | 10          | 44          | 37          | +7          | Huitièmes de finale | Finaliste              | Vainqueur  | Huitièmes de finale | -               |
| 2015   | J1 League   | 1er         | 74          | 34          | 23          | 5           | 6           | 73          | 30          | +43         | Demi-finales        | Phase de groupes       | -          | -                   | Demi-finales 3e |
| 2016   | J1 League   | 6e          | 55          | 34          | 16          | 7           | 11          | 58          | 40          | +18         | Quarts de finale    | Quarts de finale       | Vainqueur  | Phase de groupe     | -               |
| 2017   | J1 League   | 15e         | 33          | 34          | 8           | 9           | 17          | 32          | 49          | -17         | 4e tour             | Tour de qualifications | -          | -                   | -               |
| 2018   | J1 League   | 2e          | 57          | 34          | 17          | 6           | 11          | 47          | 35          | +12         | 4e tour             | Phase de groupes       | -          | -                   | -               |
| 2019   | J1 League   | 6e          | 55          | 34          | 15          | 10          | 9           | 45          | 29          | +16         | Huitièmes de finale | Quarts de finale       | -          | Huitièmes de finale | -               |
| 2020   | J1 League   | 8e          | 48          | 34          | 13          | 9           | 12          | 46          | 37          | +9          | -                   | Phase de groupes       | -          | -                   | -               |
| 2021   | J1 League   | 11e         | 49          | 38          | 12          | 13          | 13          | 44          | 42          | +2          | 2e tour             | Phase de groupes       | -          | -                   | -               |
| 2022   | J1 League   | 3e          | 55          | 34          | 15          | 10          | 9           | 52          | 41          | +11         | Finaliste           | Vainqueur              | -          | -                   | -               |
| 2023   | J1 League   | 3e          | 58          | 34          | 17          | 7           | 10          | 42          | 28          | +14         | 3e tour             | Phase de groupes       | -          | -                   | -               |
| 2024   | J1 League   | 2e          | 68          | 38          | 19          | 11          | 8           | 72          | 43          | +29         | Quarts de finale    | Quarts de finale       | -          | en cours            | -               |
| Saison | Division    | Pos         | Pts         | J           | V           | N           | D           | BP          | BC          | Diff.       | Coupe du Japon      | Coupe de la Ligue      | Supercoupe | Coupes d'Asie       | Coupes du monde |
| Saison | Championnat |             |             |             |             |             |             |             |             |             | Coupe du Japon      | Coupe de la Ligue      | Supercoupe | Coupes d'Asie       | Coupes du monde |